# Zoo de Guyane
Koordinaten: 4° 56′ 47,3″ N, 52° 29′ 28,6″ W

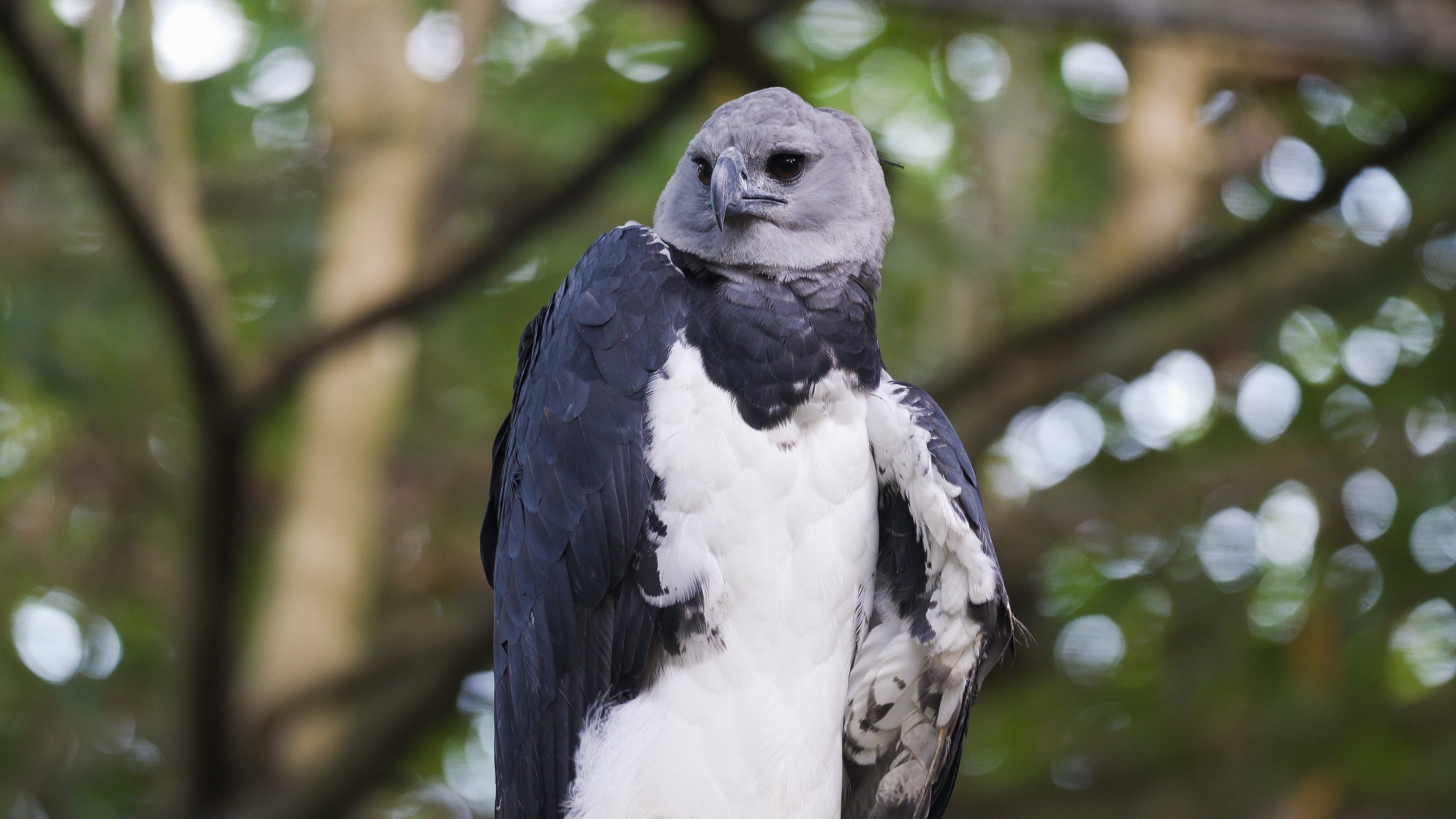
Harpyie (Harpia harpyja)

Der Zoo de Guyane mit dem Zusatz Refuge d’Amazon ist ein zoologischer Garten, der sich in der Gemeinde Macouria im Übersee-Département Französisch-Guayana im Nordosten Südamerikas befindet. Die Hauptstadt Cayenne liegt in einer Entfernung von rund 20 Kilometern im Osten.

## Geschichte
Im Jahr 1983 wurde von Rudolf Watsinger in der Gemeinde Macouria ein Kolibripark unter dem Namen Fauana Flora Amazonica gegründet, der 1985 zum Macourian Animal Reserve erweitert wurde. Das Unternehmen wurde 2002 von den Gemeinden Macouria und Montsinéry gekauft, hatte in der Folgezeit mit finanziellen Schwierigkeiten zu kämpfen, musste 2007 kurzzeitig schließen und wurde 2008 erneut eröffnet, nachdem es von Franck Chaulet und dessen Frau Angelique aufgekauft und für den Tourismus ausgebaut worden war. Bis zum Jahr 2013 konnte eine jährliche Anzahl der Besucher von rund 44.000 Personen erreicht werden. Franck und Angelique Chaulet hatten mit einem ähnlichen Konzept bereits 1988 den Zoo de Guadeloupe erfolgreich saniert.

## Anlagenkonzept
Der Zoo de Guyane erstreckt sich über eine Fläche von ca. 5,0 Hektar. Er ist parkartig angelegt und enthält naturbelassene Elemente, beispielsweise Abschnitte tropischer Wälder. Im Besonderen wird die biologische Vielfalt des Amazonasregenwaldes hervorgehoben. Damit sich die Besucher durch die teilweise üppige Vegetation ungestört bewegen können, sind begehbare Hängebrücken vorhanden.

## Tierbestand
Im Zoo de Guyane leben ca. 450 Tiere in rund 75 Arten. Dabei handelt es sich um Säugetiere, Reptilien und Vögel. Es werden in erster Linie Arten des mittel- und südamerikanischen Raums gezeigt. Ausgestellt werden in der Hauptsache kleine bis mittelgroße Tiere, jedoch werden auch einige stattliche Exemplare, beispielsweise Jaguare (Panthera onca), Pumas (Puma concolor), Schwarze Kaimane (Melanosuchus niger) und Harpyien (Harpia harpyja) gehalten.

## Galerie
Die nachfolgende Bildauswahl zeigt einige Säugetiere und Reptilien aus dem Bestand des Zoo de Guyane:

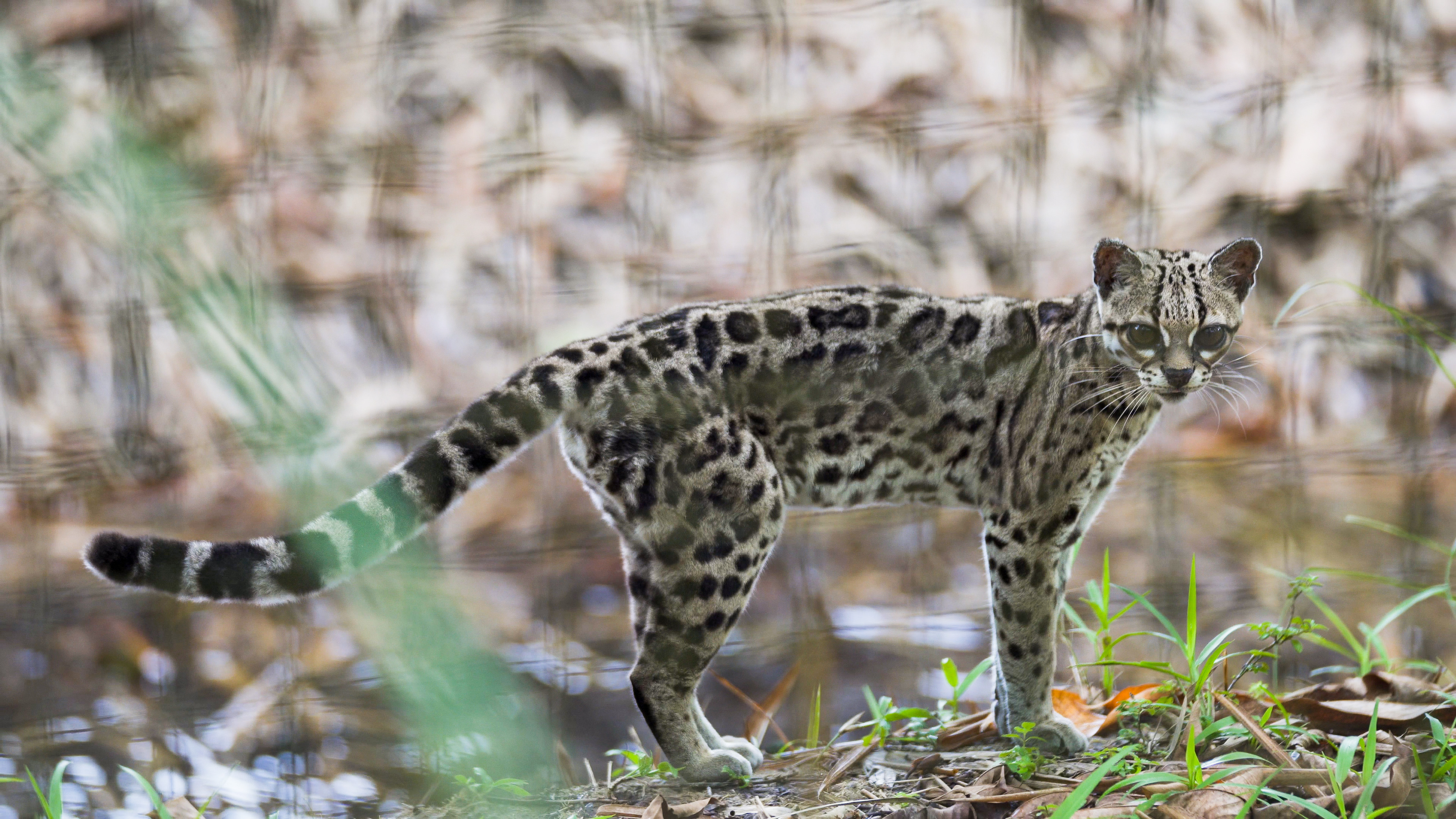
Ozelot (Leopardus pardalis)
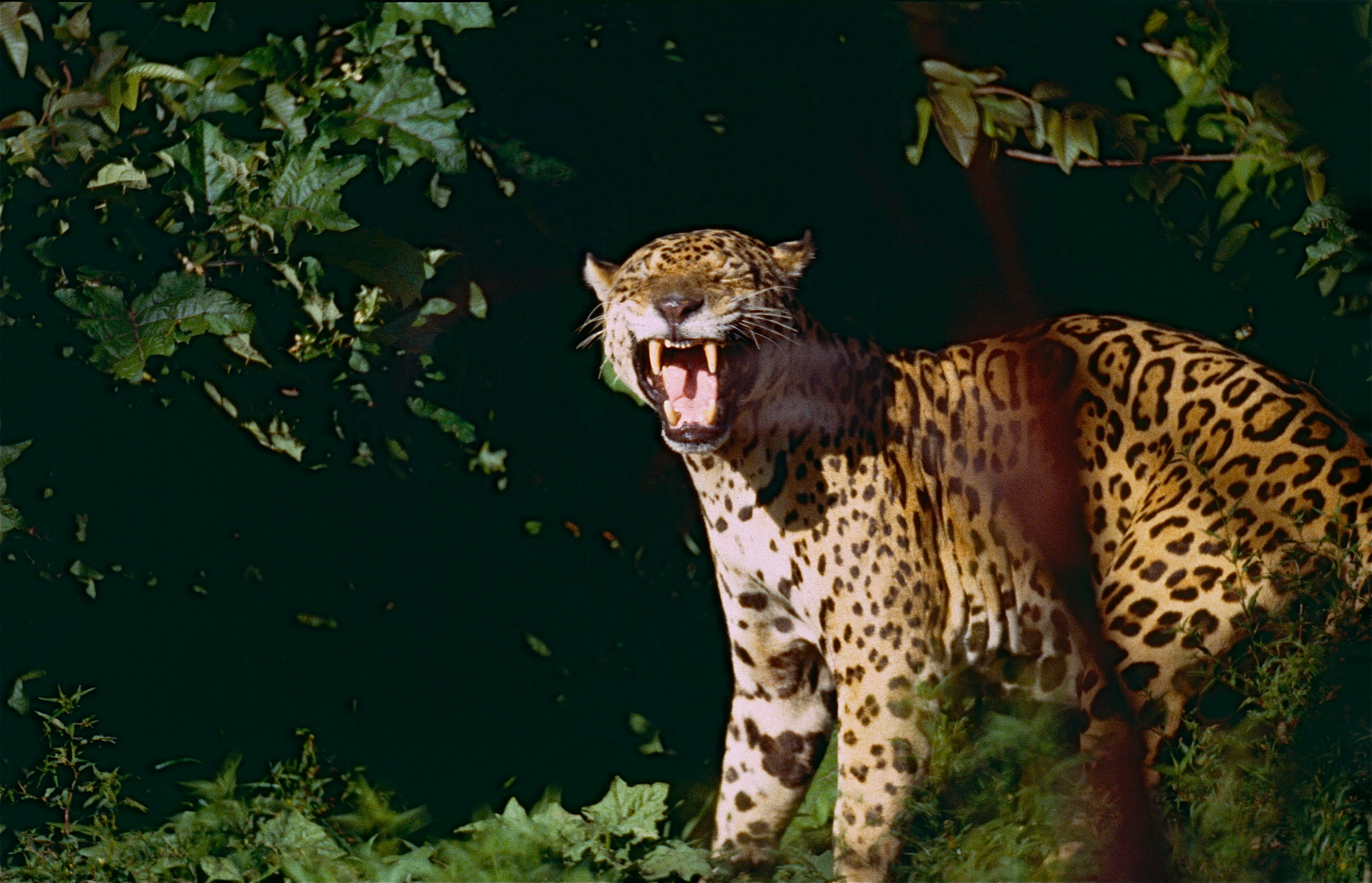
Jaguar (Panthera onca)
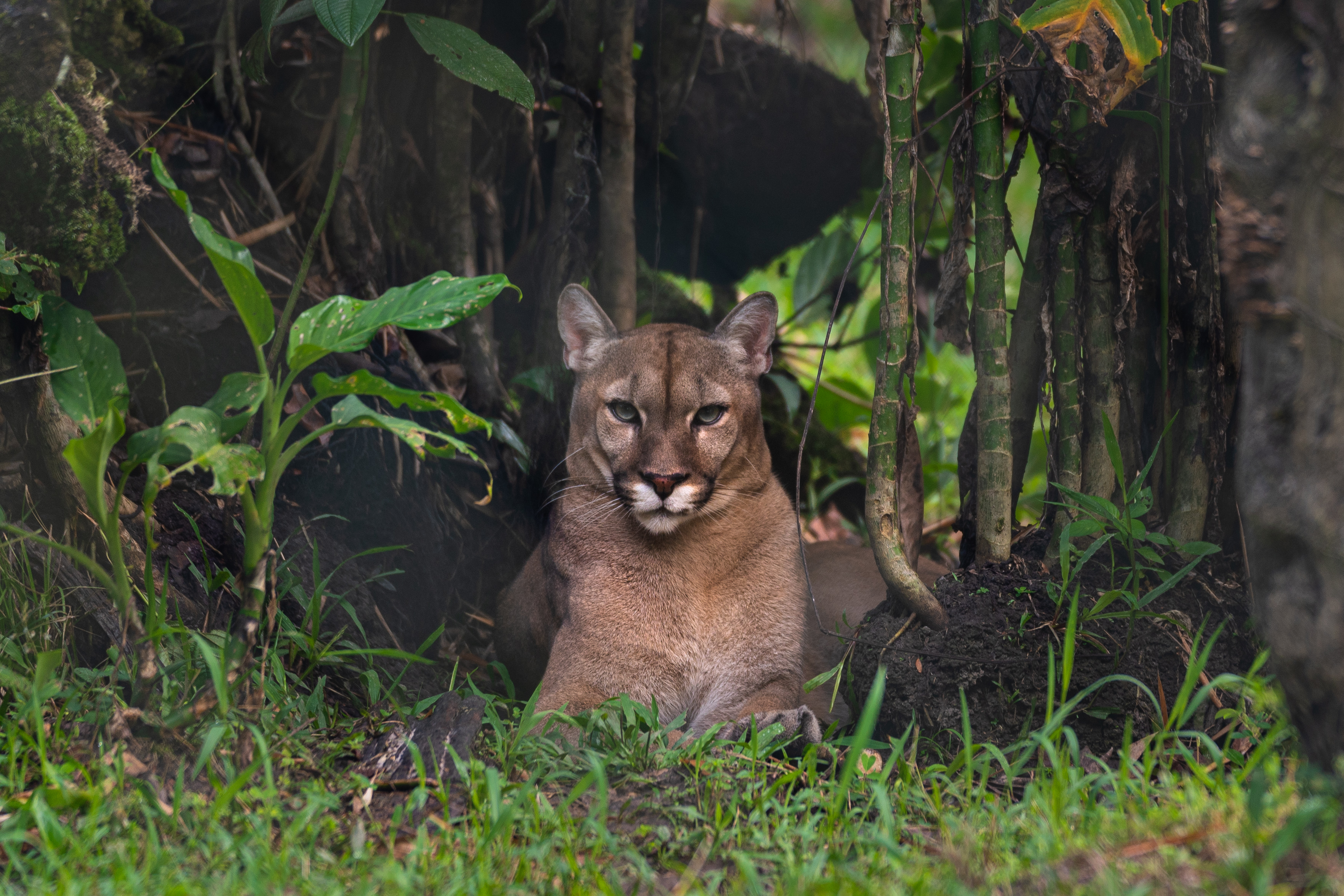
Puma (Puma concolor)
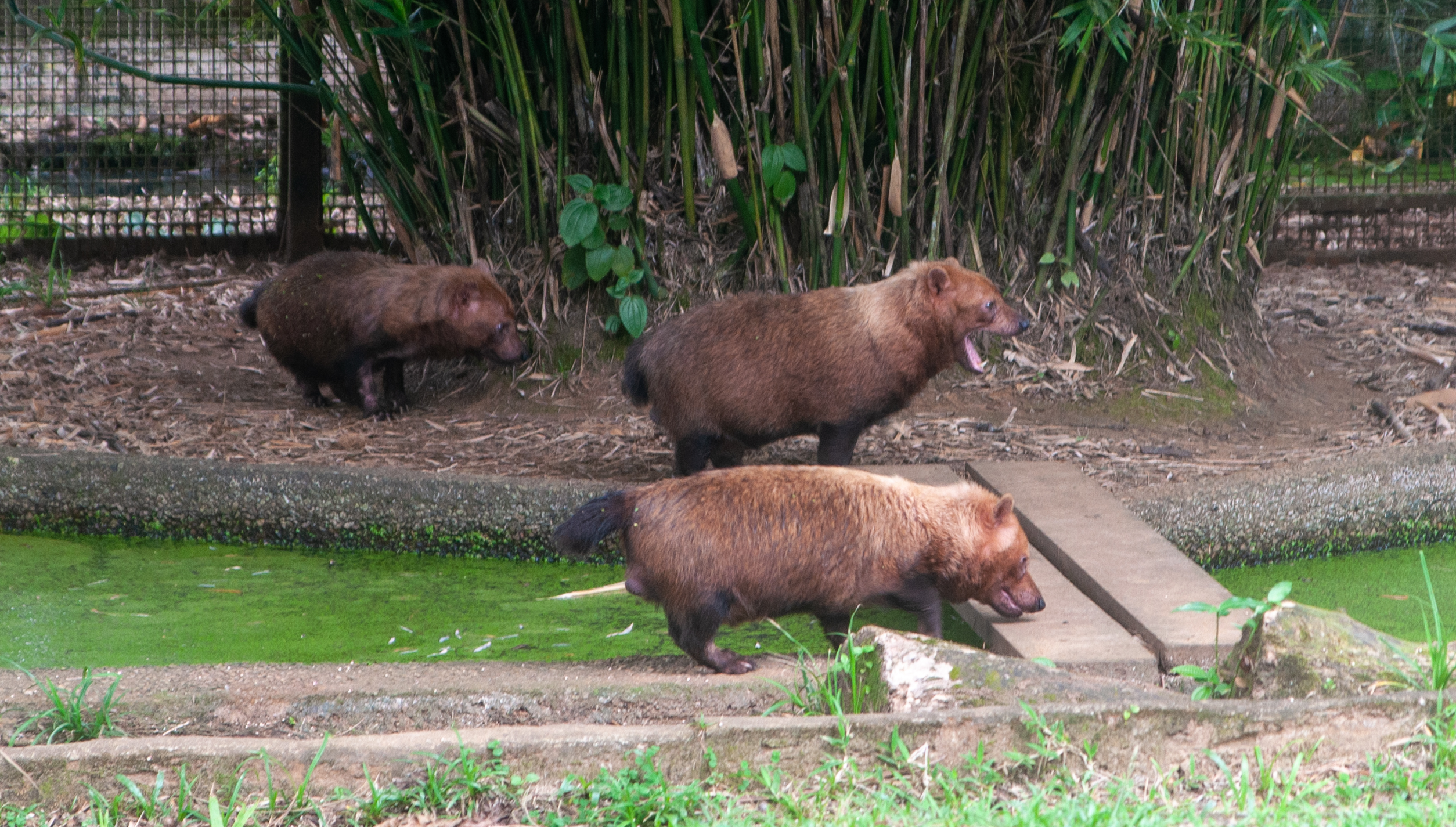
Waldhunde (Speothos venaticus)
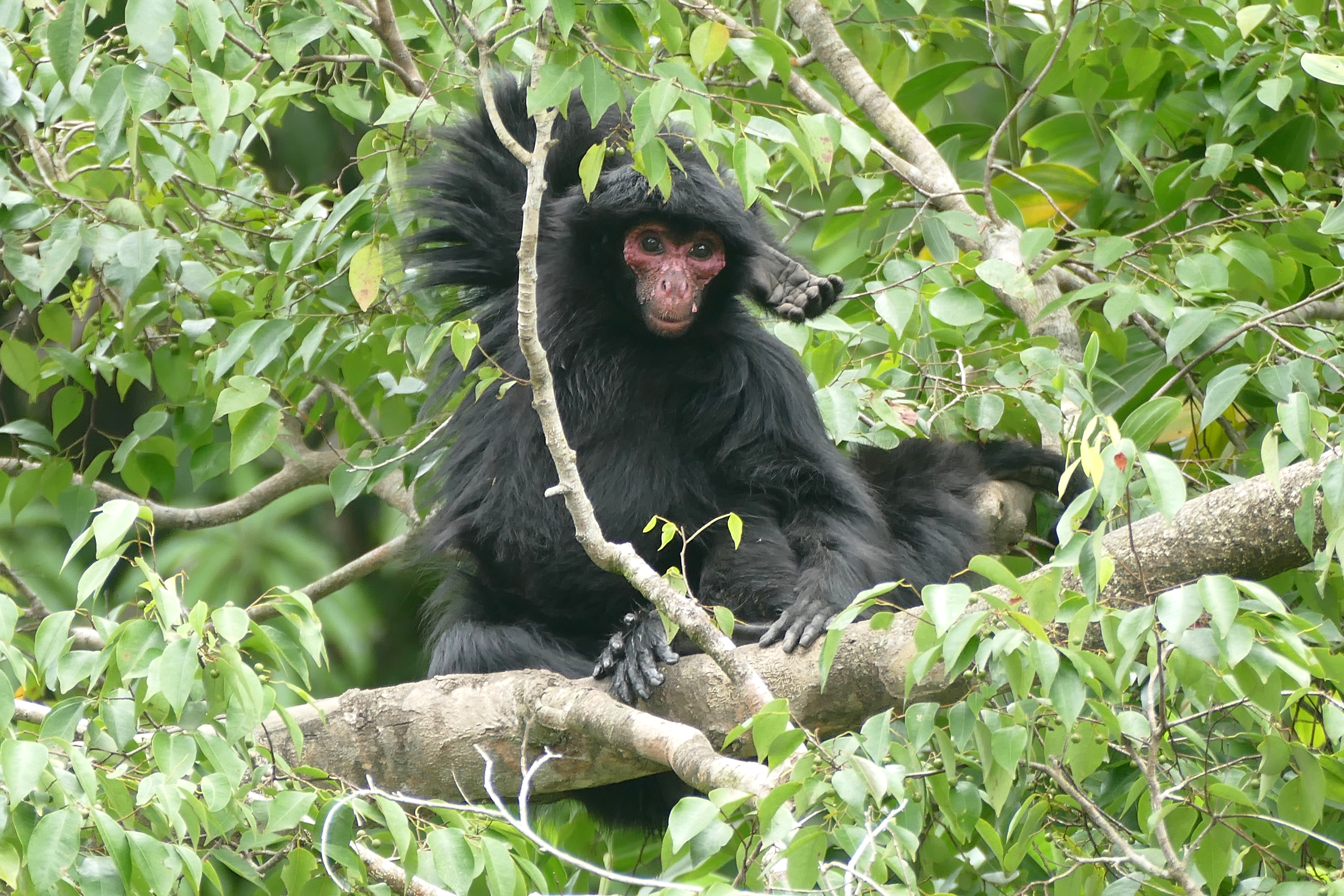
Rotgesichtklammeraffe (Ateles paniscus)
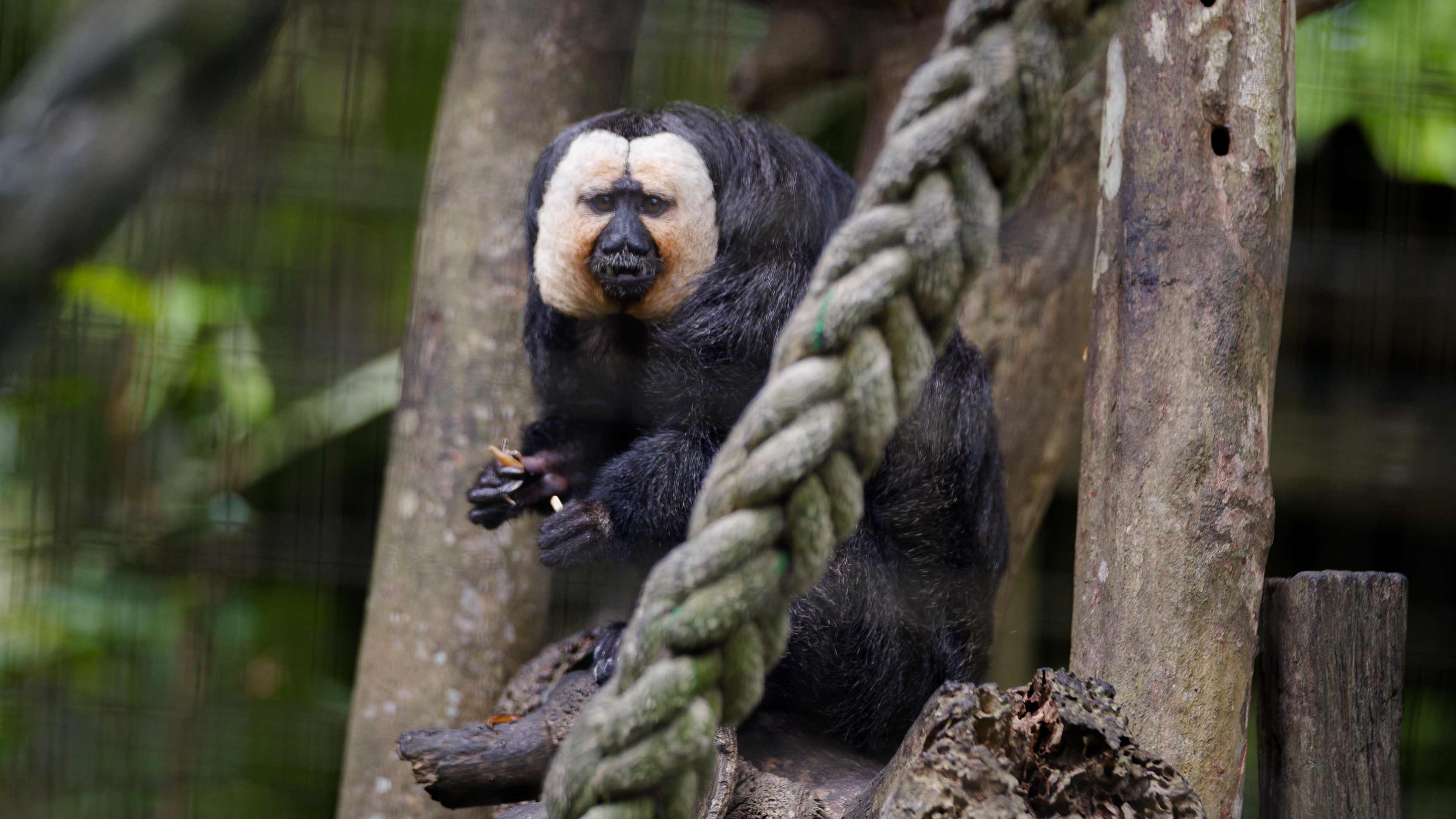
Goldgesichtsaki (Pithecia chrysocephala)
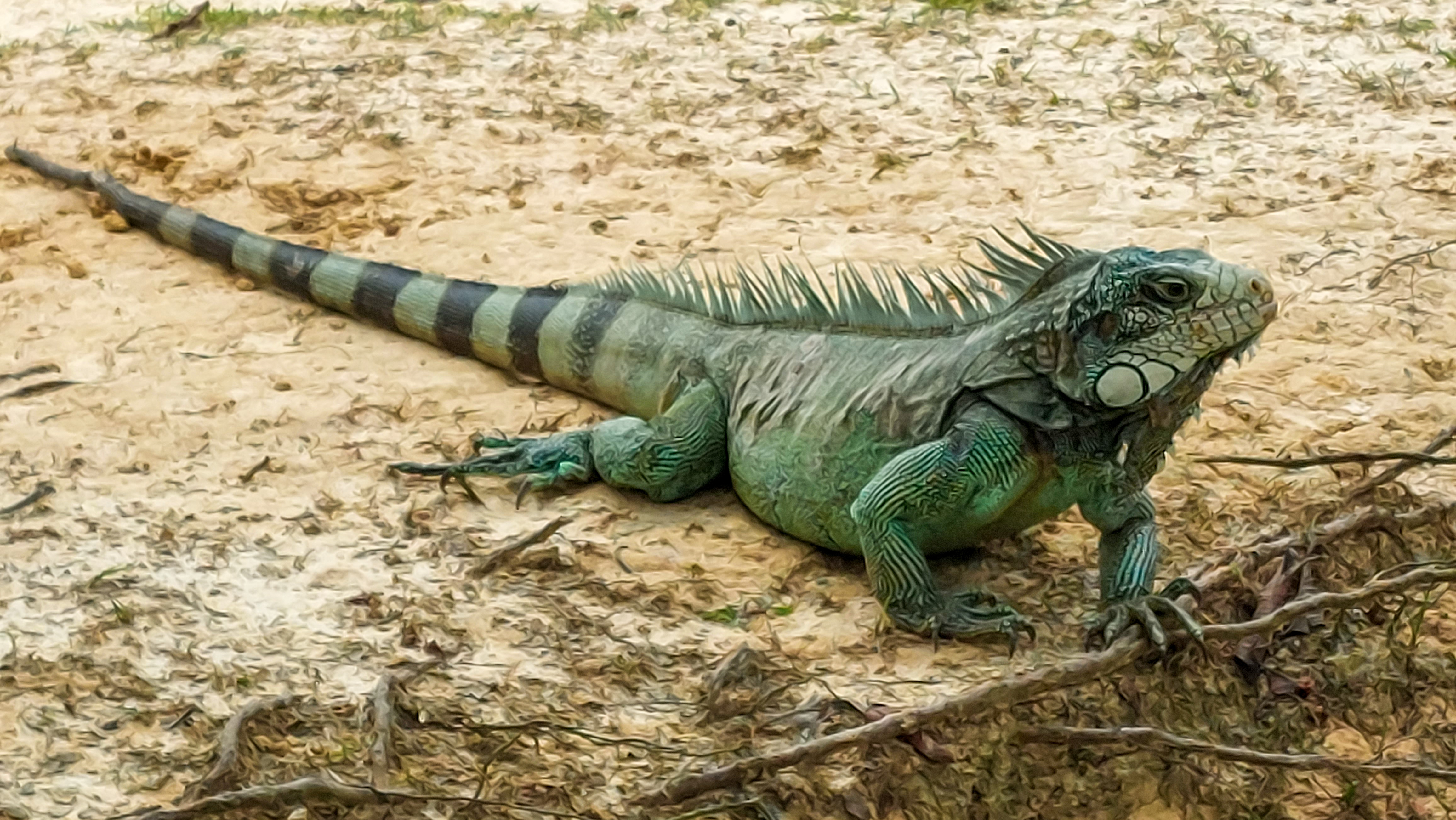
Grüner Leguan (Iguana iguana)
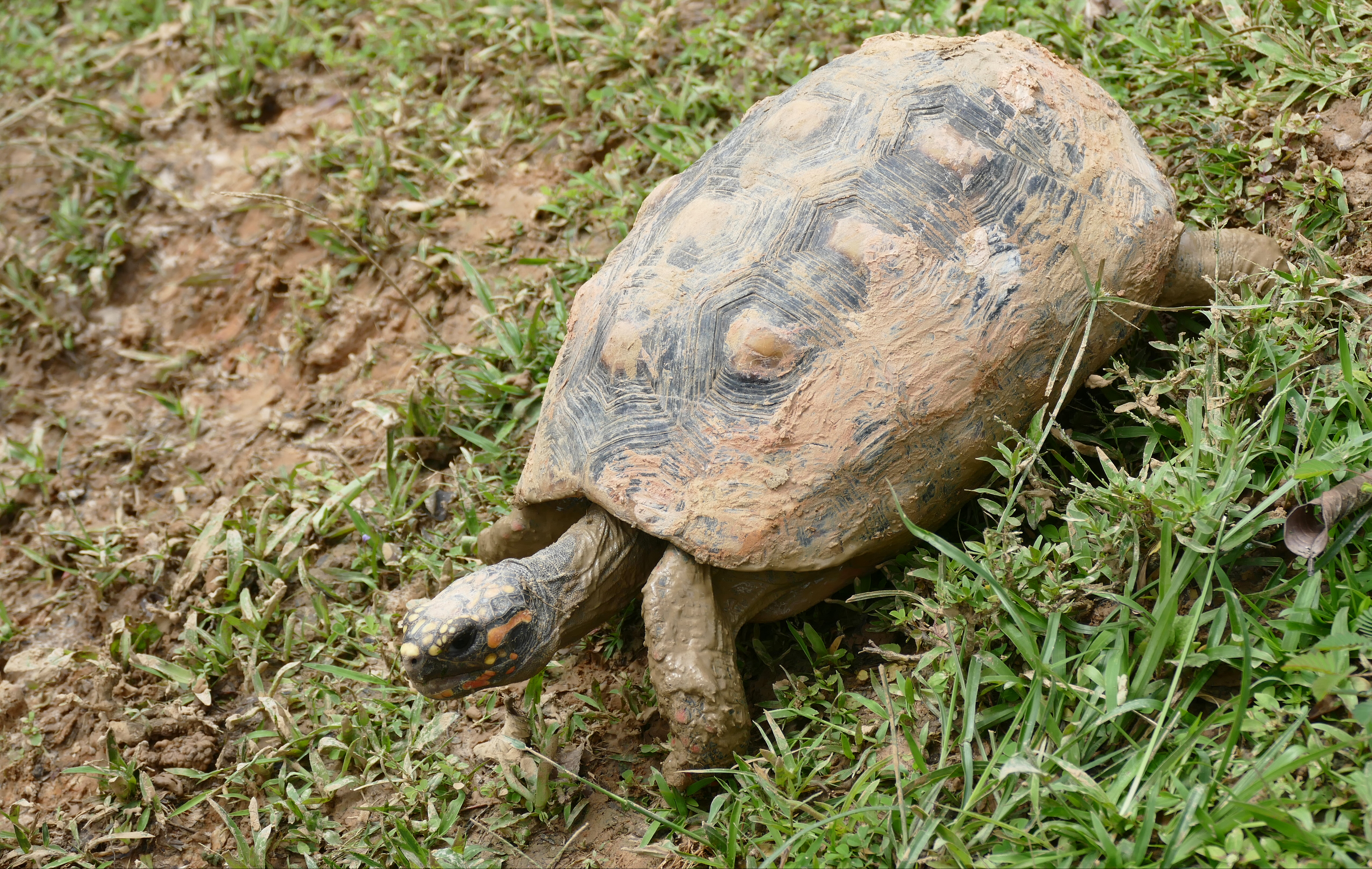
Köhlerschildkröte (Chelonoidis carbonarius)
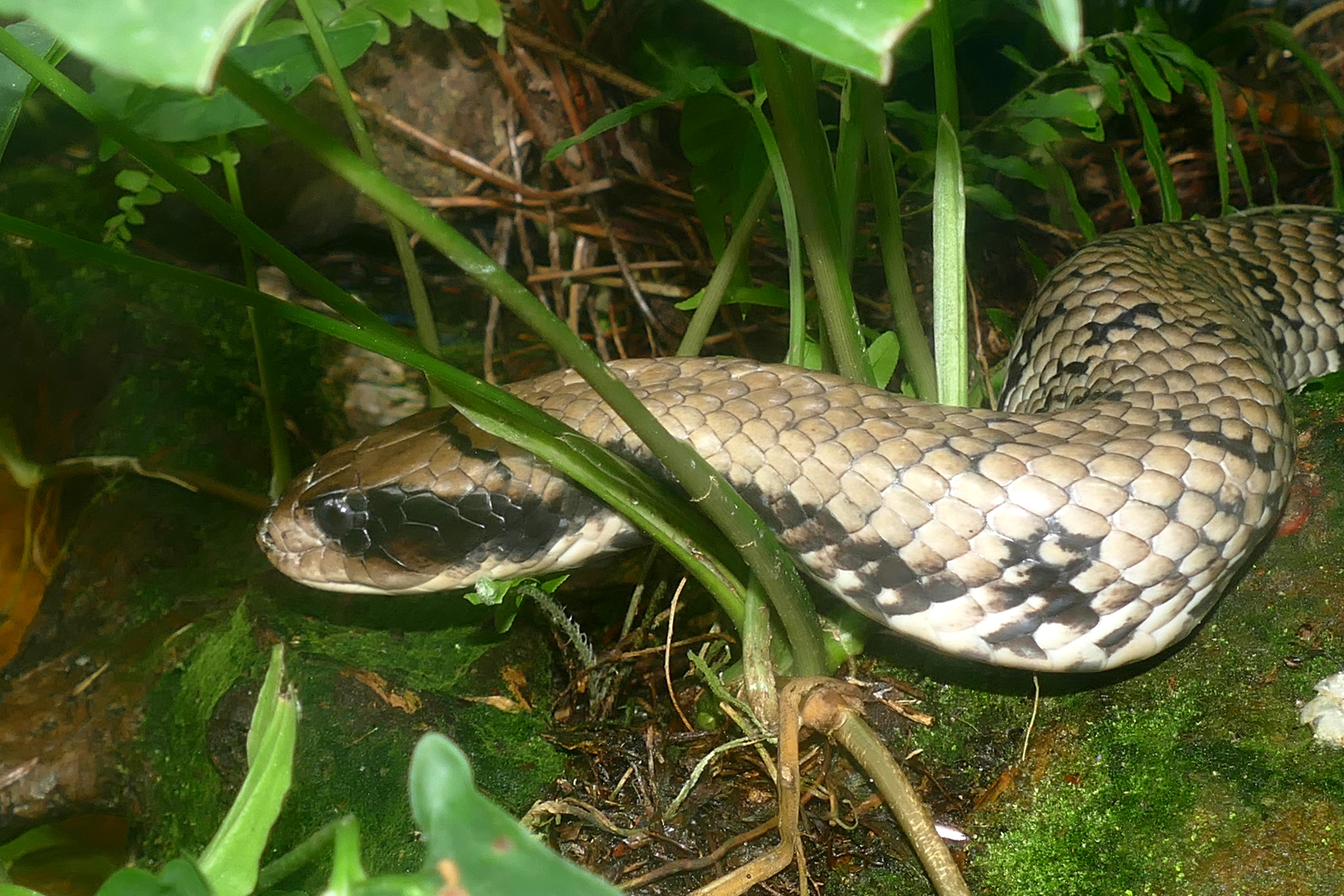
Falsche Wasserkobra (Hydrodynastes gigas)